# 吉拉斯主义
吉拉斯主义（英語：Đilasism）是指南斯拉夫共产党领导人米洛万·吉拉斯影响下的南斯拉夫共产主义政治。
吉拉斯主义作为南斯拉夫政府奉行的铁托主义的突破而出现。这个词经常被用作贬义词，使用者包括约瑟普·布罗兹·铁托。吉拉斯本人则否认存在这种意识形态。
南斯拉夫的一些出版物被压制，记者被逮捕，理由是他们是“吉拉斯主义者”，包括伊万·米纳蒂主编的《演讲》杂志和韦利科·鲁斯主编的《57评论》。